# Nikolaos Vokos

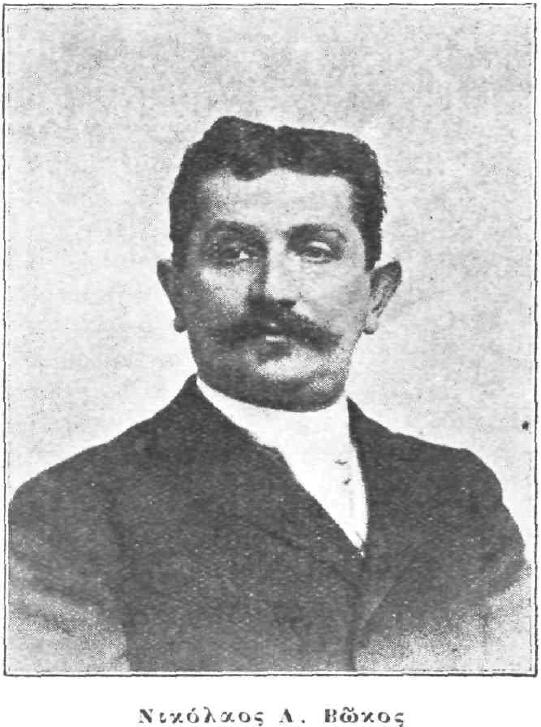
Foto, abgebildet in einer zeitgenössischen griechischen Kunstzeitschrift. Fotograf: Eleftherios Kazanis

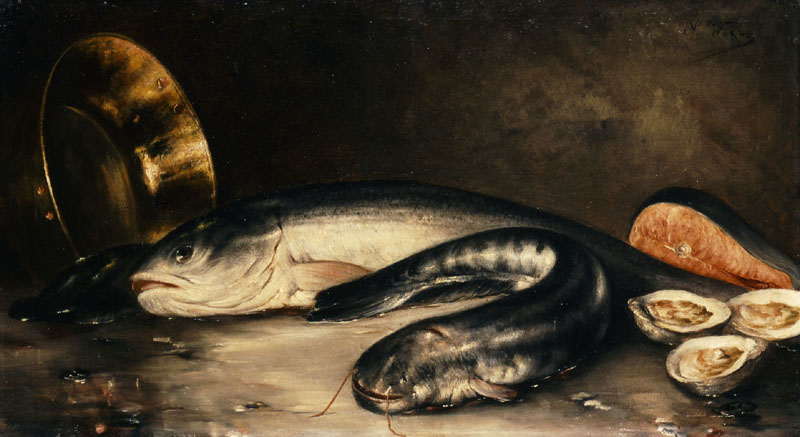
Stillleben mit Fisch (Νεκρή φύση με ψάρια), Öl auf Leinwand, 55 × 100 cm, Nationalgalerie (Athen), Inventarnr. P.2208

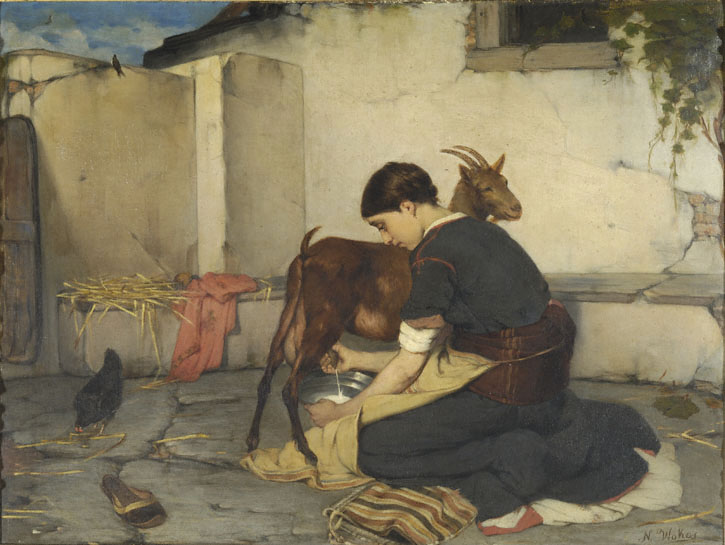
Melken der Ziege (Το άρμεγμα της κατσίκας), Öl auf Leinwand, 60 × 120 cm, Sammlung Koutlidis, Nationalgalerie (Athen), Inventarnr. K.591

Nikolaos Vokos (griechisch Νικόλαος Βώκος, * 1854 auf Hydra; † 7. August 1902 in Paleo Faliro) war ein griechischer Maler und Bildhauer und Vertreter der Münchener Schule.

## Leben
Nikolaos Vokos wurde auf Hydra geboren, sein Vater war Emmanouil Miaoulis, sein Großvater Andreas Miaoulis, beide sehr bekannte Admiräle. Nach einer kurzen Zeit auf einer Kadettenschule zog es Nikolaos Vokos vor, Kunst zu studieren. Er nahm auch den Spitznamen „Miaoulis“ nicht an, sondern führte seinen amtlichen Nachnamen „Vokos“. Nach dem Studium an der Hochschule der Bildenden Künste Athen ging er nach München, wo er an der dortigen Akademie der Bildenden Künste in den Klassen von Andreas Müller, Ludwig Löfftz und Nikolaos Gysis studierte. Nach dem Studium arbeitete er 16 Jahre in München und ging nach schwerer Krankheit nach Athen, wo er im Vorort Paleo Faliro starb.

## Werk
Vokos malte fast ausschließlich Stillleben, quantitativ hinterließ er nur wenige Werke und nahm auch nur an wenigen Ausstellungen teil. Er mied es, Personen zu malen, wenngleich diese Werke als seine bedeutendsten gelten. Das Werk der „Fischverkäufer“ wurde von Prinzregent Luitpold angekauft, nachdem es zuvor in Chicago einen Preis gewonnen hatte.